# سياسة التأشيرات في سان مارينو

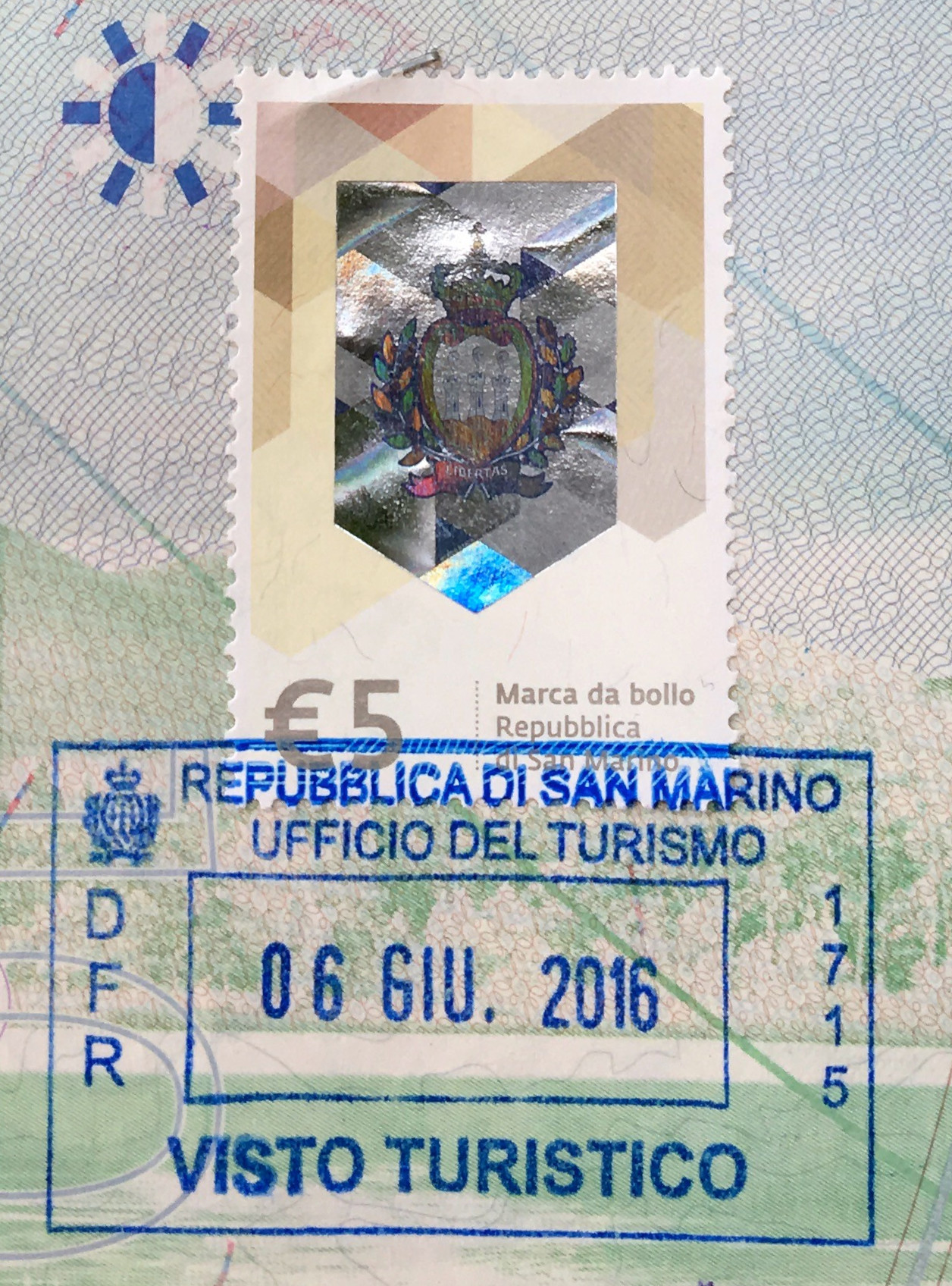
ختم تذكاري لجواز السفر

سان مارينو ليست عضوًا في الاتحاد الأوروبي أو المنطقة الاقتصادية الأوروبية. ومع ذلك، فهي تحافظ على حدود مفتوحة مع إيطاليا. نظرًا لأن سان مارينو لا يمكن الوصول إليها إلا عبر إيطاليا، فإن الدخول غير ممكن دون دخول منطقة شنغن أولاً، لذلك تنطبق قواعد تأشيرة شنغن بحكم الأمر الواقع. يجب على الزوار الأجانب (باستثناء إيطاليا) الذين يقيمون أكثر من 90 يومًا في سان مارينو الحصول على تصريح من الحكومة.

## اتفاقيات ثنائية
ومع ذلك، تبرم سان مارينو اتفاقيات دخول بدون تأشيرة مستقلة وهي ذات قيمة رمزية للمواطنين الأجانب ولكنها تؤثر على حاملي جواز سفر سان مارينو. أبرمت سان مارينو مثل هذه الاتفاقيات مع الأرجنتين، النمسا، بلجيكا، بلغاريا، الصين، كرواتيا، قبرص، جمهورية التشيك، فنلندا، المجر، اليابان، كازاخستان، كينيا، لاتفيا، ليتوانيا، المغرب، البرتغال، رومانيا، روسيا، سلوفينيا، كوريا الجنوبية والمملكة المتحدة لحاملي جوازات السفر العادية. بالإضافة إلى ذلك، تم توقيع اتفاقيات مع أذربيجان، غامبيا، مولدوفا، إسواتيني، تونس، تركيا، وأوغندا لحاملي جوازات السفر الدبلوماسية والخدمية.

## أختام جواز السفر
عند زيارة سان مارينو، لا توجد مراقبة لجوازات السفر، وبالتالي لا يتم إصدار أختام دخول. ومع ذلك، يمكن للزوار الحصول على أختام تذكارية لجواز السفر في مكتب السياحة الحكومي، والذي تعتبره السلطات الختم الرسمي.

## الإقامة
يحتاج الزوار الأجانب، بما في ذلك مواطنو الاتحاد الأوروبي، الذين يرغبون في الإقامة لأكثر من 90 يومًا إلى تصريح إقامة.
ومع ذلك، أبرمت سان مارينو اتفاقيات إقامة ثنائية مع إيطاليا تنظم دخول وإقامة مواطنيهما. بموجب هذه الاتفاقيات، يمكن لمواطني سان مارينو وإيطاليا التمتع بالمعاملة المتساوية في الإقامة والعمل والأنشطة المهنية، على غرار الحقوق الممنوحة لمواطني الاتحاد الأوروبي. يمكن للمواطنين العمل في وظائف بأجر أو لحسابهم الخاص، ويسمح لهم بالاستثمار وإدارة الأعمال في الدولة المضيفة. وظائف القطاع العام محجوزة أساسًا للمواطنين، لكن سان مارينو تسمح لمواطني إيطاليا بالتقديم إذا بقيت الوظائف شاغرة من قبل السانمارينيين. كما يُسمح بلم شمل الأسرة، وتوجد حماية ضد الطرد إلا لأسباب تتعلق بالنظام العام أو الأمن أو الصحة العامة.